# Reinhard Schulz (Musikwissenschaftler)
Reinhard Schulz (* 7. März 1950 in Schirnding, Oberfranken; † 24. Juli 2009 in Ebersberg) war ein deutscher Musikwissenschaftler und Musikkritiker.

## Leben
Reinhard Schulz wurde als Sohn eines Schrankenwärters geboren. Er wurde in Musikwissenschaft, Philosophie, Theaterwissenschaften, Soziologie und Psychologie ausgebildet und promovierte 1979 über Anton Webern. Schulz ließ sich in München als freischaffender Journalist und Musikkritiker nieder und veröffentlichte vor allem im Feuilleton der regionalen und überregionalen Presse (u. a. Frankfurter Allgemeine Zeitung, Süddeutsche Zeitung, Frankfurter Rundschau, Tagesspiegel), in Musik-Fachzeitschriften und in weit über 100 eigenen Musiksendungen der ARD-Anstalten. 1980 begann er im Lehrauftrag an der Ludwig-Maximilians-Universität München Musik und Musikästhetik des 20. Jahrhunderts zu unterrichten. 1986 wurde er leitender Redakteur bei der nmz. 1993 erhielt er den Kritikerpreis der Stadt Graz. Für den Preis der deutschen Schallplattenkritik arbeitete er ab 1994 als Juror und war 1997 Mitbegründer der Münchner Gesellschaft für Neue Musik, die der IGNM angehört. Vom Jahr 2000 an war er zudem aktiv für das Musikfestival Klangspuren in Schwaz/Tirol tätig.
Reinhard Schulz erlag im Juli 2009 59-jährig einer langwierigen Krebserkrankung.
Seit 2012 wird der Reinhard-Schulz-Preis für zeitgenössische Musikpublizistik im zweijährlichen Turnus vergeben.

## Schriften
- Über das Verhältnis von Konstruktion und Ausdruck in den Werken Anton Weberns. München 1982.
- (Hrsg.): Habe die Ehre! – ein halbes Jahrhundert Kultur in München. München 2008.